# آلتو پارنایبا
آلتو پارنایبا (به پرتغالی: Alto Parnaíba) یک سکونتگاه مسکونی در برزیل است که در مارانیائو واقع شده‌است.

## خصوصیات
آلتو پارنایبا ۱۱٬۱۳۲٫۱۰۵ کیلومترمربع مساحت و ۱۰٬۶۰۶ نفر جمعیت دارد.